# Präsidentschaftswahl in den Vereinigten Staaten 1904
Die Präsidentschaftswahl in den Vereinigten Staaten 1904 wurde am 8. November 1904 abgehalten. Der Republikaner und amtierende Präsident Theodore Roosevelt konnte den Demokraten Alton B. Parker deutlich schlagen. 
Roosevelt war der erste Präsident, der zuvor aus dem Posten des Vizepräsidenten ohne Wahl ins Amt nachrückte und bei der folgenden Wahl bestätigt wurde. Dies sollte sich folgend dreimal wiederholen: 1924, 1948 und 1964.

## Kandidaten

### Republikanische Partei
Republikanische Kandidaten:

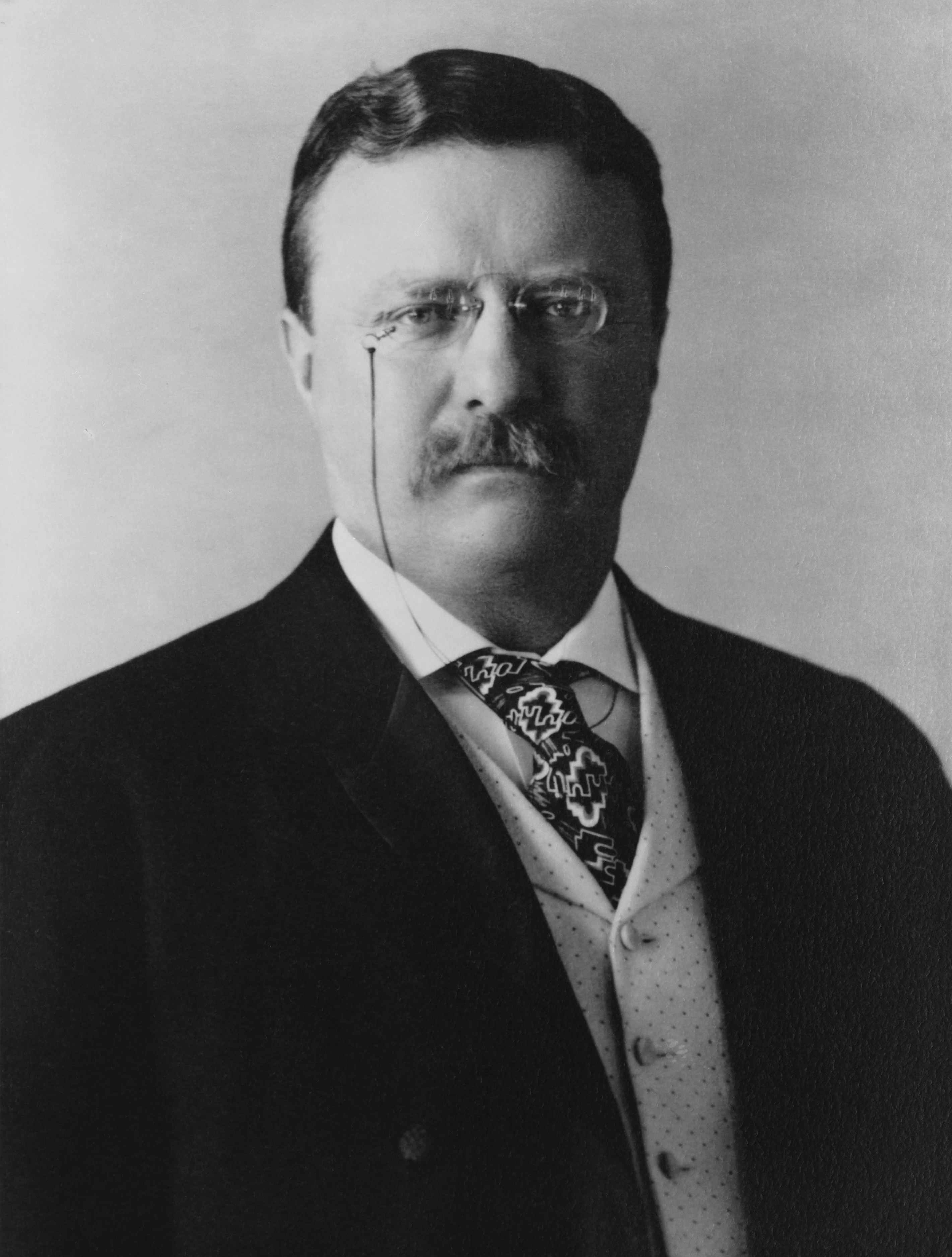
Präsident Theodore Roosevelt
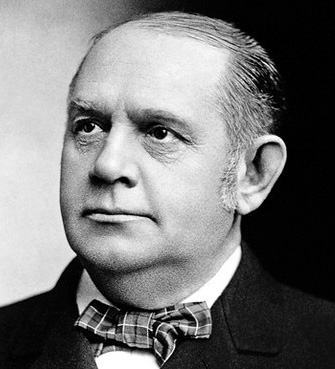
Senator Mark Hanna

Präsident Theodore Roosevelt hatte seit 1902 darauf hingewirkt, die Partei unter seine Kontrolle zu bekommen, um sich 1904 einem Wählervotum stellen zu können. Es gab zwar mit Mark Hanna einen potentiellen Gegenkandidaten, dieser starb jedoch zu Beginn des Wahljahres, sodass parteiintern keine wirkliche Opposition gegen Roosevelt mehr bestand. Er wurde mit 994 Stimmen auf dem Parteitag der Republikaner einstimmig nominiert. Roosevelt war der erste nicht durch eine Wahl ins Amt gekommene Präsident, der von seiner Partei zur Wiederwahl gestellt wurde. Er war an der Seite seines Vorgängers William McKinley vier Jahre zuvor als Vizepräsident gewählt worden und musste, nachdem auf McKinley im September 1901 ein tödliches Attentat verübt worden war, selbst den Posten des Staatsoberhauptes übernehmen. Jedem der vier Präsidenten in der bisherigen Geschichte der USA, die ebenfalls ins Amt nachgerückt waren, blieb nach Beendigung der laufenden Amtsperiode die Nominierung der eigenen Partei verwehrt.
Um den konservativen Flügel der Partei zu befrieden, überließ der progressiv eingestellte Roosevelt dem Parteitag die Wahl eines Vizepräsidentschaftskandidaten. Daher wurde Senator Charles W. Fairbanks aus Indiana für diesen Posten nominiert. Roosevelt stand diesem zwar eher skeptisch gegenüber, jedoch sah er keinen Nutzen darin, hier eine wesentliche Anstrengung zu unternehmen, um einen ihm genehmeren Kandidaten nominiert zu bekommen. Als Running Mate bevorzugte der Präsident mehr den früheren Kongressabgeordneten Robert R. Hitt oder George Pardee, den Gouverneur von Kalifornien. Pardee lehnte jedoch schon im Vorfeld ab, da er lieber Gouverneur bleiben wollte. Fairbanks wurde dann auf dem Parteitag, wie auch Roosevelt, einstimmig nominiert.

### Demokratische Partei
Demokratische Kandidaten:

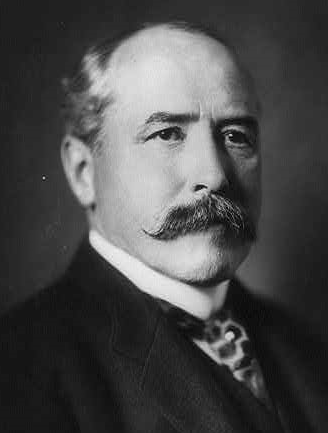
Richter Alton B. Parker
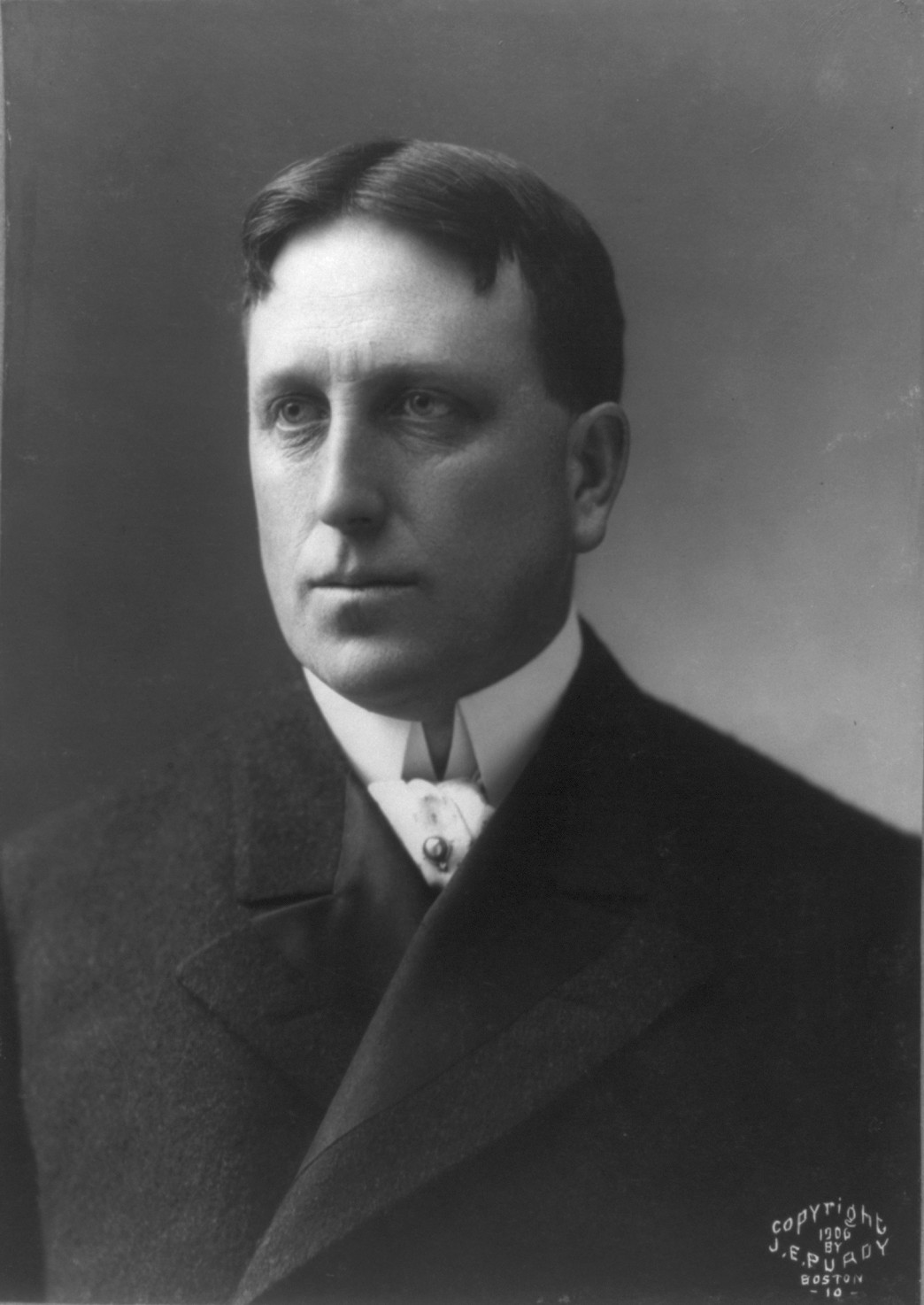
Abgeordneter William Randolph Hearst
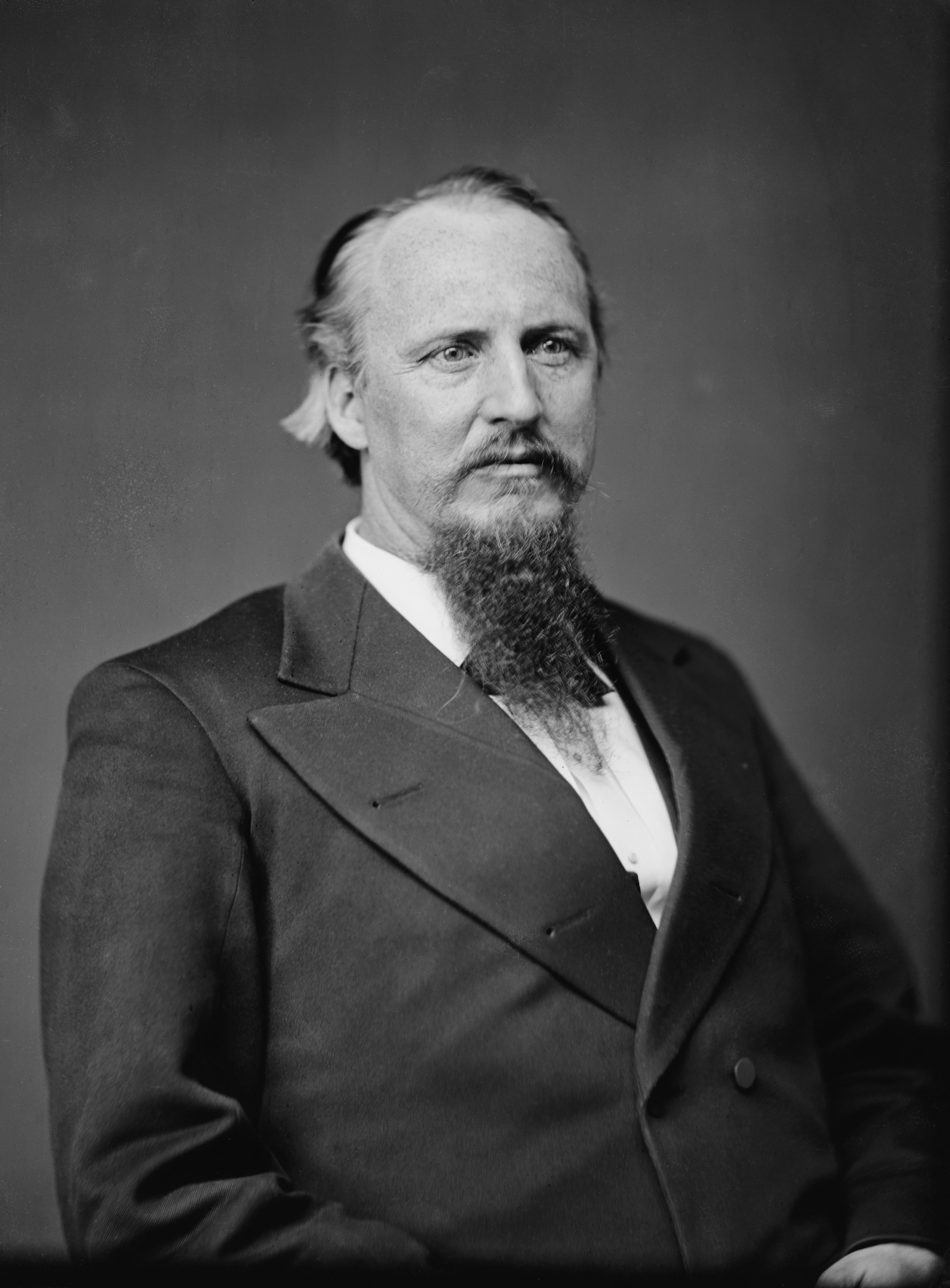
Senator Francis Cockrell aus Missouri
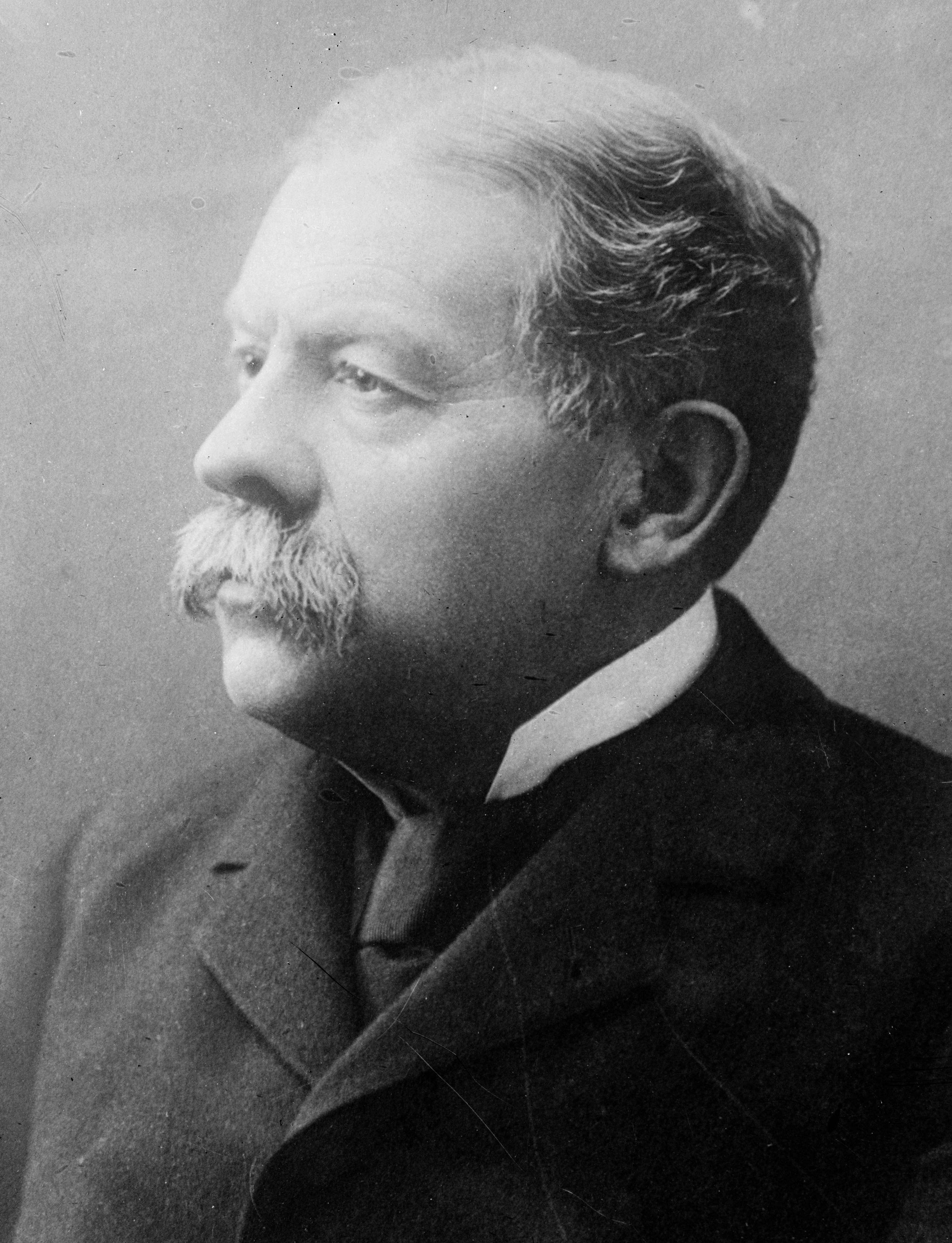
Ehemaliger US-Außenminister Richard Olney
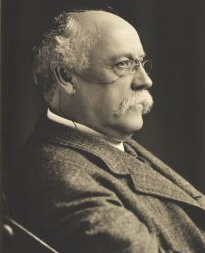
Ehem. Wisconsin-Staatsabgeordneter Edward C. Wall
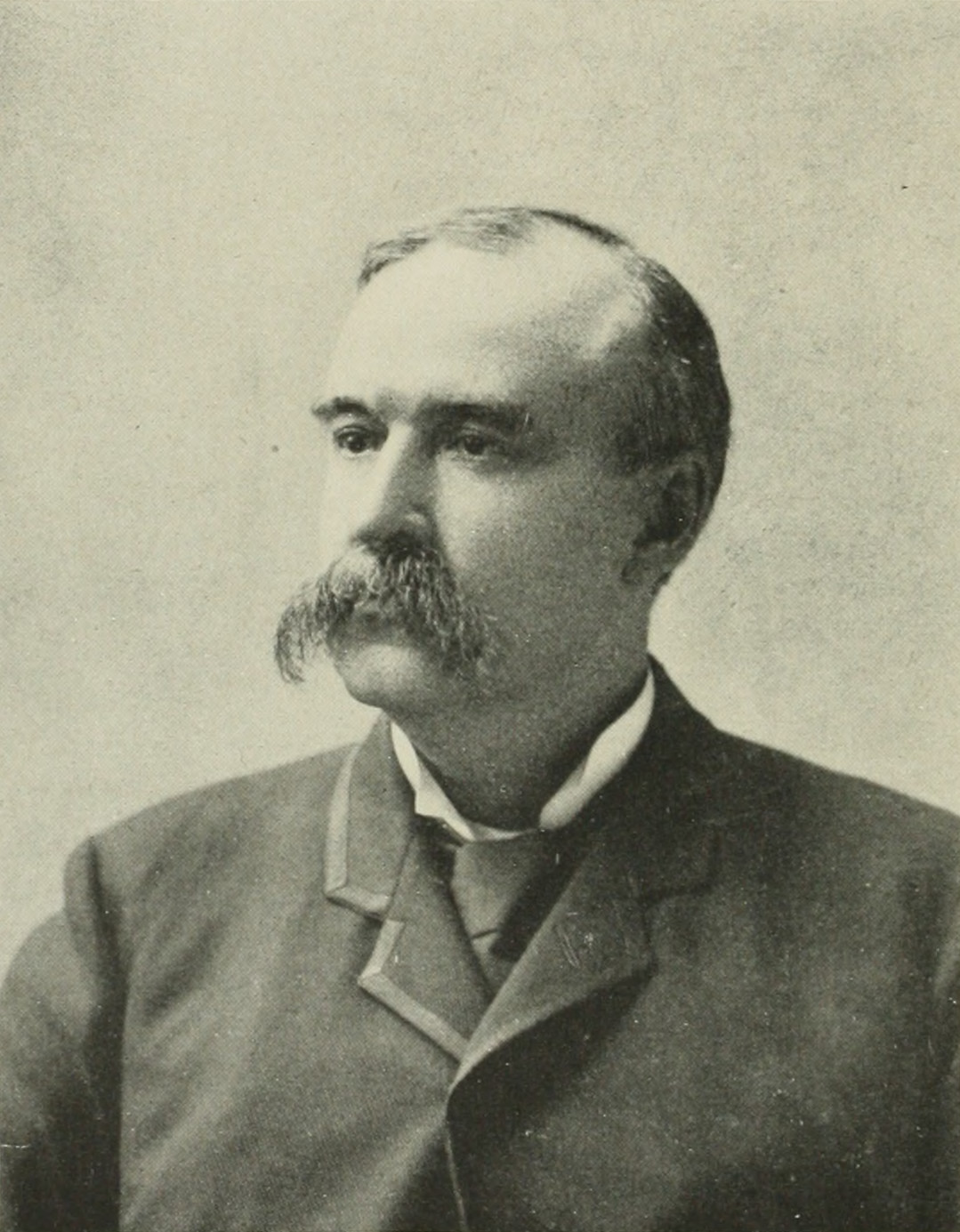
Ehemaliger Senator George Gray
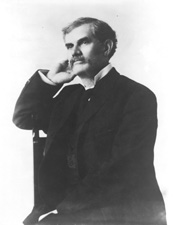
Abgeordneter John Sharp Williams aus Mississippi
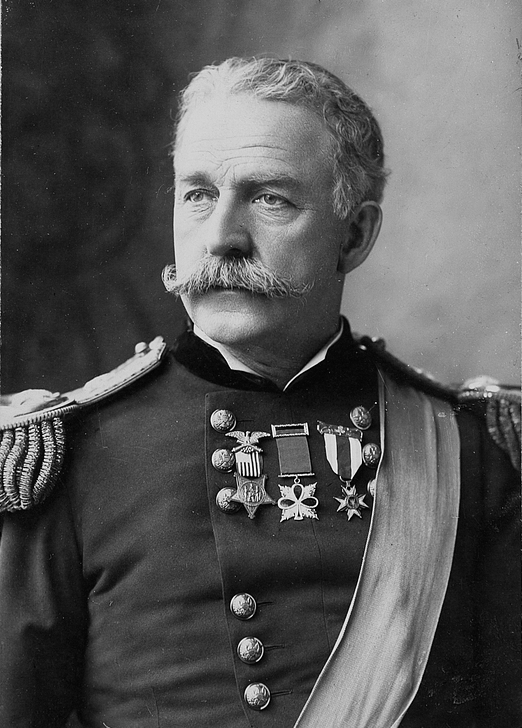
Ehemaliger General Nelson Appleton Miles

Sowohl der zweimalige Präsidentschaftsanwärter William Jennings Bryan als auch der vormalige Präsident Grover Cleveland verzichteten auf eine Kandidatur. Alton B. Parker, seinerzeit Vorsitzender Richter des Appellationsgerichtshofes von New York, wurde dadurch mit Abstand aussichtsreichster Kandidat und mit zwei Dritteln der Delegiertenstimmen nominiert. Anders als Bryan wurde mit Parker wieder ein Vertreter des konservativen Parteiflügels aufgestellt. Sein Running Mate, Senator Henry G. Davis aus West Virginia, war zum Zeitpunkt der Wahl 80 Jahre alt und ist damit noch heute der älteste Vizepräsidentschaftsanwärter, der jemals von einer der beiden großen Parteien aufgestellt wurde.

### Sozialistische Partei

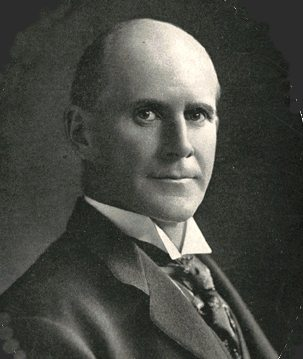
Prominenter Sozialist Eugene V. Debs

Die Sozialistische Partei Amerikas trat bei dieser Wahl zum ersten Mal mit einem Präsidentschaftskandidaten an. Als sehr inhomogener Zusammenschluss von in Industriestädten verwurzelten lokalen Parteien wurde sie hauptsächlich von deutschen und finnischen Einwanderern getragen. Der prominente Sozialist Eugene V. Debs wurde zum Kandidaten bestimmt.

## Ergebnis

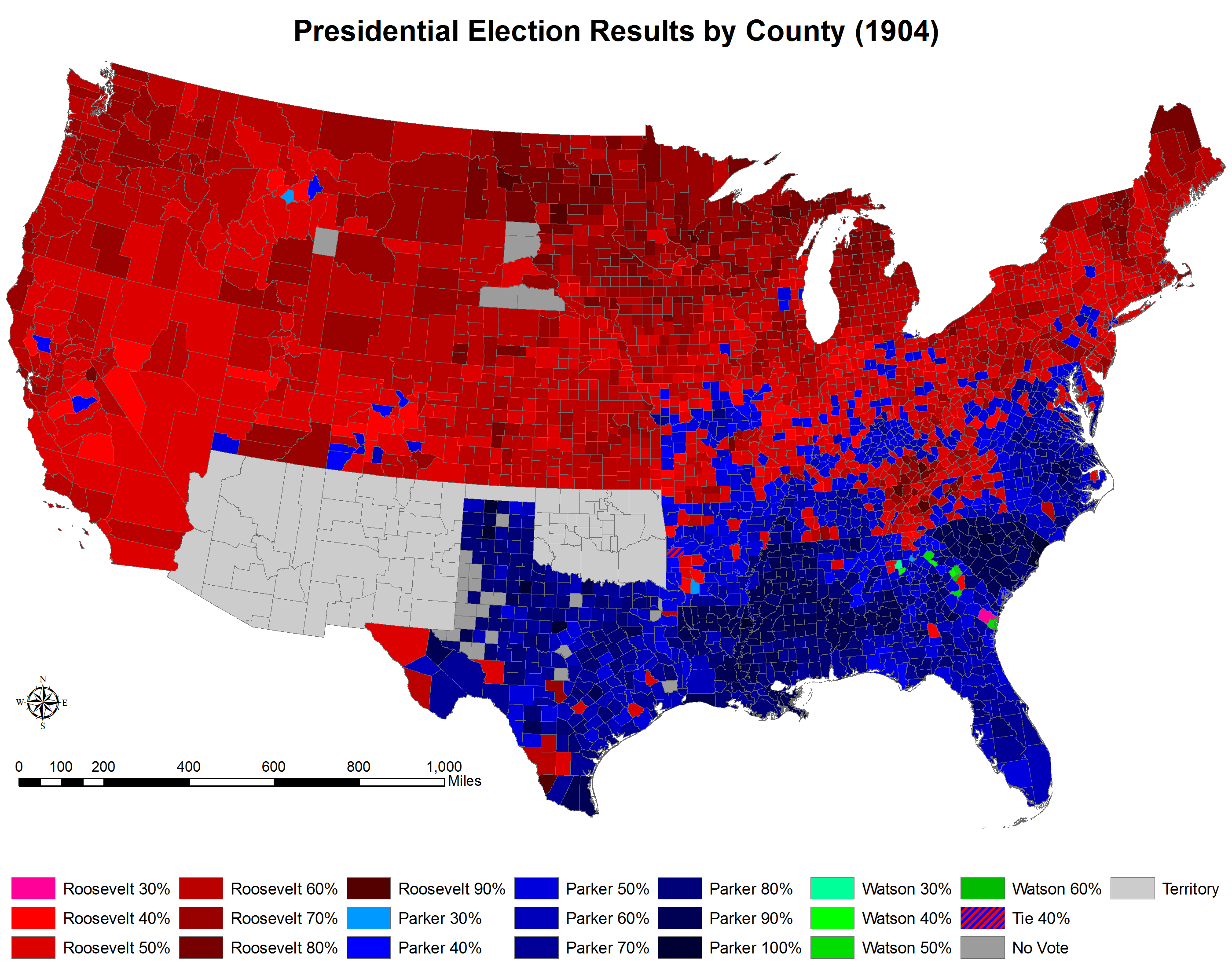
Ergebnisse nach Countys (je kräftiger die jeweilige Farbe, desto größer der jeweilige Stimmenvorsprung)

| Kandidat            | Partei   | Partei                         | Stimmen    | Stimmen | Wahlmänner |
| Kandidat            | Partei   | Partei                         | Anzahl     | Prozent | Wahlmänner |
| ------------------- | -------- | ------------------------------ | ---------- | ------- | ---------- |
| Theodore Roosevelt  |          | Republikanische Partei         | 7.630.457  | 56,4 %  | 336        |
| Alton B. Parker     |          | Demokratische Partei           | 5.083.880  | 37,6 %  | 140        |
| Eugene V. Debs      |          | Sozialistische Partei Amerikas | 402.810    | 3,0 %   | —          |
| Silas C. Swallow    |          | Prohibition Party              | 259.102    | 1,9 %   | —          |
| Thomas E. Watson    |          | Populist Party                 | 114.070    | 0,8 %   | —          |
| Charles H. Corregan |          | Socialist Labor Party          | 33.454     | 0,2 %   | —          |
| Sonstige            | Sonstige | Sonstige                       | 1.229      | 0,0 %   | —          |
| Gesamt              | Gesamt   | Gesamt                         | 13.525.002 | 100 %   | 476        |